# کوه وایت
کوه وایت (به انگلیسی: White Mountain) یک کوه در ایالات متحده آمریکا است که در واشینگتن واقع شده‌است. کوه وایت ۱٬۹۴۴٫۰۴ متر بالاتر از سطح دریا واقع شده‌است.